# District de Shunyi
Le district de Shunyi (顺义区 ; pinyin : Shùnyì Qū) est une subdivision de la municipalité de Pékin en Chine, située en périphérie nord-est de la ville.

## Éducation
Écoles publiques :
- Beijing Shunyi District No. 1 High School (北京市顺义区第一中学)
- Niulanshan No.1 High School (EN)
- Beijing Shunyi District Yangzhen No. 1 Middle School (ZH)

Écoles privées :
- British School of Beijing, Shunyi
- International School of Beijing (EN) Shunyi Campus
- Dulwich College Beijing (EN)
- International Montessori School of Beijing River Garden Campus and Champagne Cove Campus
- Beijing New Talent Academy
- Beijing International Bilingual Academy (EN)
- KinStar International Bilingual School
- Springboard International Bilingual School (EN)

Fermé :
- Swedish School Beijing (EN) - Gahood Villa (嘉浩别墅)[2]
- Beijing REGO British School (EN)[3]